# Guecho
Guecho (em castelhano) ou Getxo  (em basco) é um município da Espanha na província da Biscaia, comunidade autónoma do País Basco. Faz parte da comarca de Grande Bilbau e tem 11,9 km² de área.[carece de fontes?] Em 2021 tinha 77 139 habitantes (densidade: 6 482,3 hab./km²).
A ponte de transporte conhecida como Ponte de Biscaia liga Guecho com o município de Portugalete noutra margen da Ria de Bilbao.